# Hermann Linkenbach
Hermann Linkenbach   (Barmen, 8 d'abril de 1889 - Stade, 30 de juny de 1959) va ser un genet i militar alemany que va competir durant la dècada de 1920.
El 1928 va prendre part en els Jocs Olímpics d'Amsterdam, on va disputar dues proves del programa d'hípica. Va guanyar la medalla d'or en la prova de doma per equips, amb el cavall  Gimpel , mentre en la prova de doma individual fou sisè.
Linkenbach era capità de cavalleria. El 1941 fou ascendit a General Major. Durant la Segona Guerra Mundial, va rebre la Creu de Ferro classe I i II. El 1945 va ser comandant a Trieste en el tram final de la guerra, on va ser detingut i empresonat fins al juny de 1947.